# Вирлов
Вирлов (укр. Вірлів) — село в Зборовской городской общине Тернопольского района Тернопольской области Украины.
Код КОАТУУ — 6122681101. Население по переписи 2001 года составляло 329 человек.
До 2020 года входило в Зборовский район.

## Географическое положение
Село Вирлов находится на берегу реки Западная Стрыпа,
выше по течению на расстоянии в 2 км расположено село Плесняны,
ниже по течению на расстоянии в 2 км расположено село Зарудье.

## История
- 1765 год — дата основания.

## Объекты социальной сферы
- Школа I ст.